# Elin Flyborg
Elin Maria Flyborg (* 5. Oktober 1976) ist eine schwedische Fußballspielerin und ehemalige A-Nationalspielerin.

## Karriere

### Vereine
Flyborg spielte bereits im Alter von 16 Jahren für die erste Mannschaft von Djurgården IF und bis Ende der Spielzeit 1996 in der Division 1, der seinerzeit zweithöchsten Spielklasse im schwedischen Frauenfußball.
Von 1997 bis 2002 war sie mit ihrem Verein in der Damallsvenskan, der höchsten Spielklasse, vertreten. In der Spielzeit 2003 war sie weiterhin in dieser tätig, allerdings für den aus der Fusion mit dem Älvsjö AIK entstandenen Verein mit dem Namen Djurgården IF/Älvsjö. Am Ende der Spielzeit wurde der zuvor dreimalige Meister Umeå IK entthront. Ihr und ihrer Mannschaft gelang am Ende der Folgespielzeit die Titelverteidigung.
Nach einer zweijährigen Unterbrechungszeit vom Fußball, trat sie in der Spielzeit 2007 wieder in Erscheinung. Sie spielt gegenwärtig, unterbrochen von einer dreimonatigen Zugehörigkeit zum Zweitligisten Tyresö FF in der Spielzeit 2008, für die Frauenfußballmannschaft der IFK Lidingö in der vierthöchsten Spielklasse.

### Nationalmannschaft
Flyborg debütierte als Nationalspielerin in der Nachwuchsnationalmannschaft der Altersklasse U16 als Einwechselspielerin, die am 26. Mai 1993 in Vallmarvöllur das in Freundschaft ausgetragene Länderspiel gegen die U16-Nationalmannschaft Islands mit 5:1 gewann.
Für die U21-Nationalmannschaft bestritt sie drei Länderspiele, in denen sie zwei Tore erzielte. Ihren ersten Einsatz gab sie am 23. Mai 1998 in Glysisvallen beim 2:1-Sieg im Freundschaftsspiel gegen die U21-Nationalmannschaft Irlands. Bei ihrem letzten Einsatz am 9. August 2003 in Patras, beim 4:1-Sieg über die U21-Nationalmannschaft Griechenlands, erzielte sie ihre beiden Tore.
Mit der A-Nationalmannschaft, für die sie vom 13. Januar 2000 bis zum 18. April 2003 30 Länderspiele bestritt, nahm sie an der im Jahr 2001 in Deutschland ausgetragenen Europameisterschaft teil. Sie bestritt die ersten beiden Spiele der Gruppe A sowie das von ihrer Mannschaft erreichte Finale. Dieses wurde gegen die Nationalmannschaft Deutschlands am 7. Juli im Ulmer Donaustadion mit 0:1 durch das Golden Goal von Claudia Müller in der 98. Minute verloren; Flyborg wurde in der 91. Minute für Tina Nordlund eingewechselt. Des Weiteren kam sie im Turnier um den Algarve-Cup 2002 zum Einsatz. Sie bestritt alle drei Spiele der Gruppe B sowie das Spiel um Platz 3, das gegen die Nationalmannschaft Deutschlands mit 2:1 gewonnen wurde. Sie gehörte ferner dem Kader für das olympische Fußballturnier 2000 in Sydney an, wurde in diesem jedoch nicht berücksichtigt.

## Erfolge
Nationalmannschaft
- Finalist Europameisterschaft 2001
- Dritter Algarve-Cup 2002

Vereine
- Schwedischer Meister: 2003, 2004 (mit Djurgården IF/Älvsjö)
- Schwedischer Pokal-Sieger: 2000 (mit Djurgården IF)